# Amblydoras
Amblydoras é um gênero de peixe de água doce da região amazônica que faz parte da família Doradidae.

## Espécies[2]
- Amblydoras affinis
- Amblydoras bolivarensis
- Amblydoras gonzalezi
- Amblydoras monitor
- Amblydoras nauticus
- Amblydoras nheco